# Cambridge City
Pour les articles homonymes, voir Cambridge (homonymie).
Cambridge City est une municipalité américaine située dans le comté de Wayne en Indiana. Lors du recensement de 2010, sa population est de 1 870 habitants. 

## Géographie
Cambridge City se trouve dans l'est de l'Indiana, à l'ouest de Richmond, le siège du comté.
La municipalité s'étend sur 1,02 mille carré (2,64 km2).

## Histoire
La localité est fondée en 1836 au croisement de la Whitewater, de la National Road et du futur canal de la Whitewater, qui atteint la ville en 1846. Elle doit son nom à la ville anglaise de Cambridge, éventuellement par le biais de Cambridge (Massachusetts).
Cambridge City est un important centre commercial et industriel de la région jusqu'au début du XXe siècle. Son centre historique est inscrit au Registre national des lieux historiques depuis 1991,.

Des bâtiments du centre historique
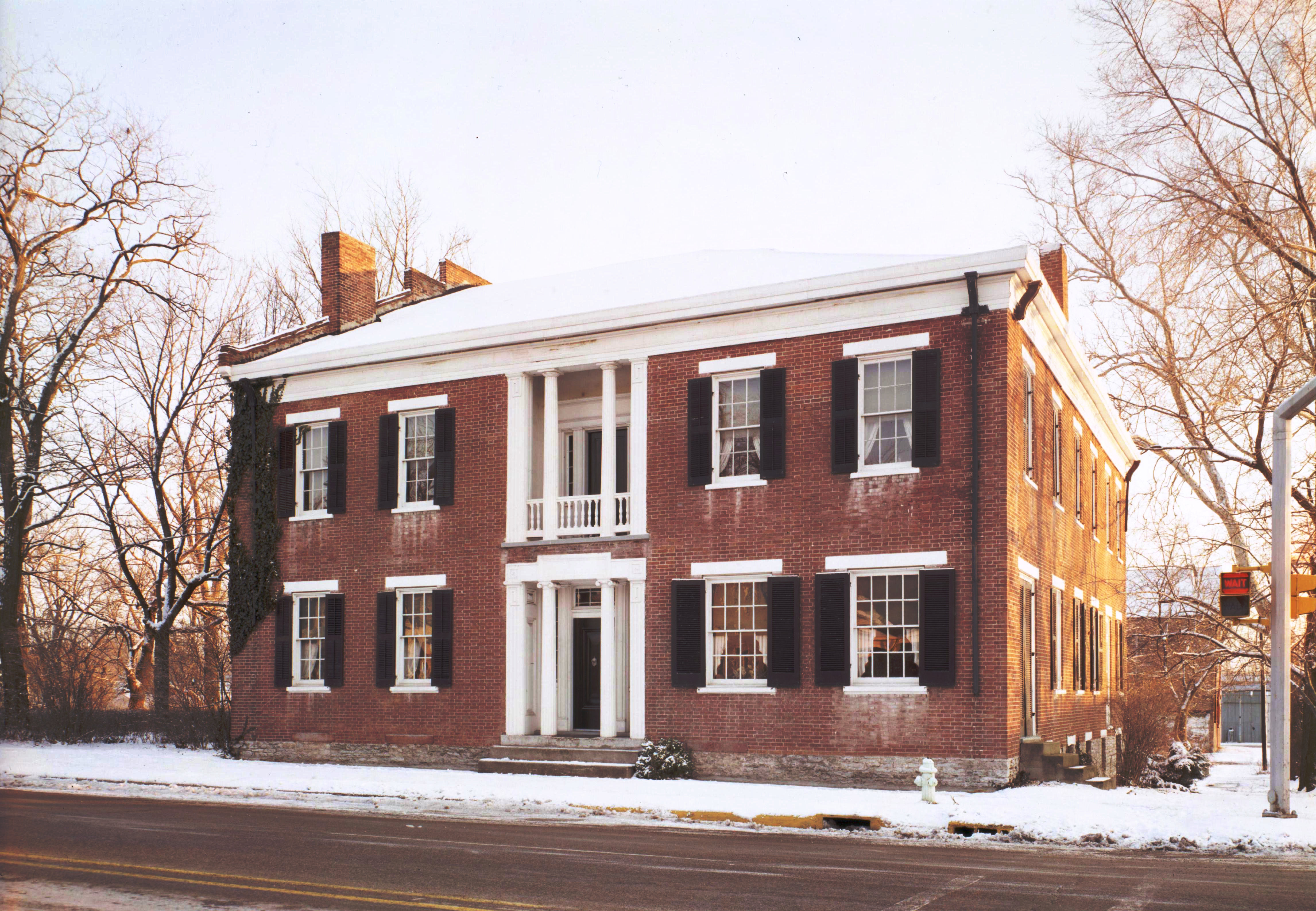
La Conklin-Montgomery House.
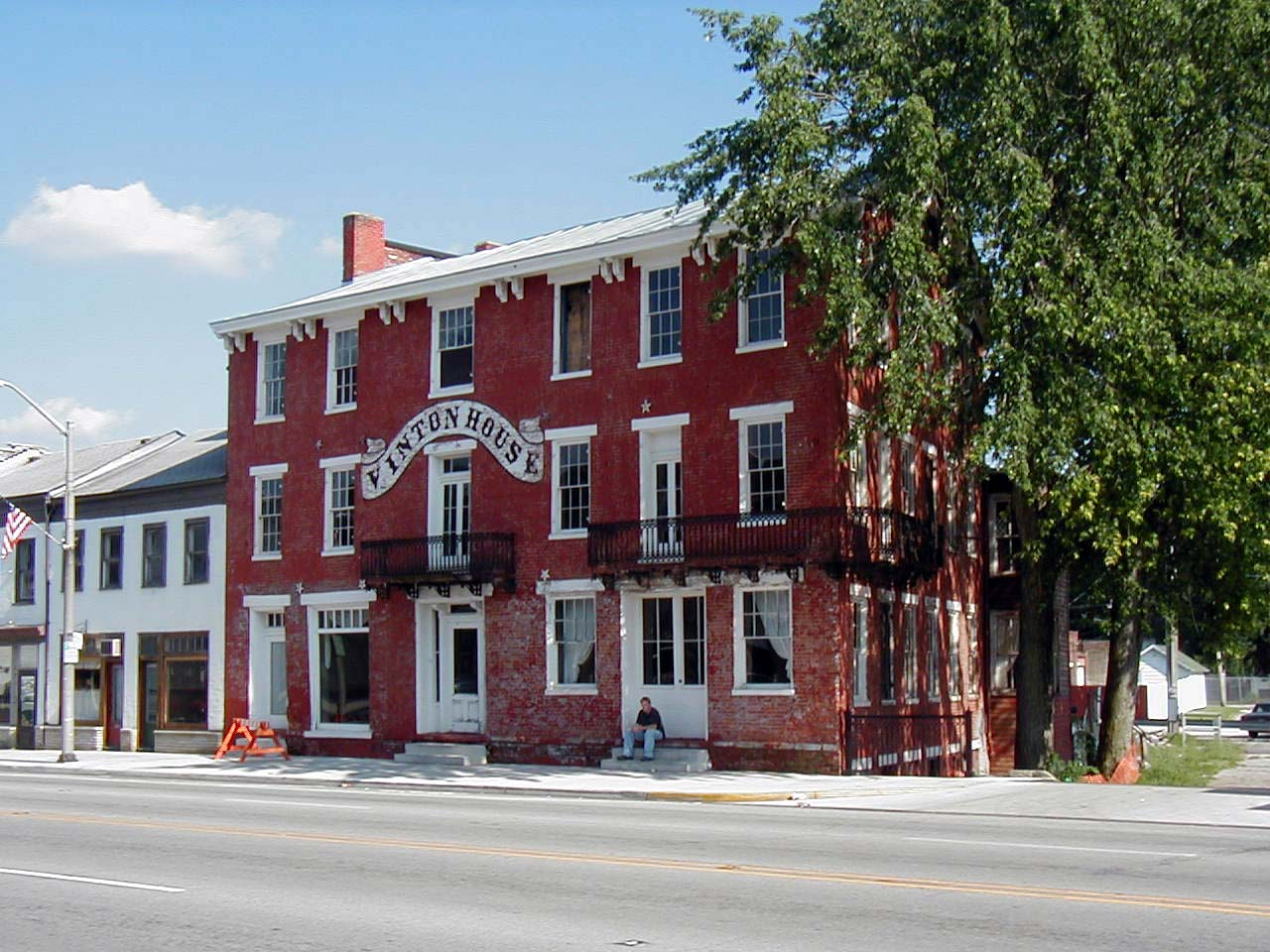
La Vinton House.
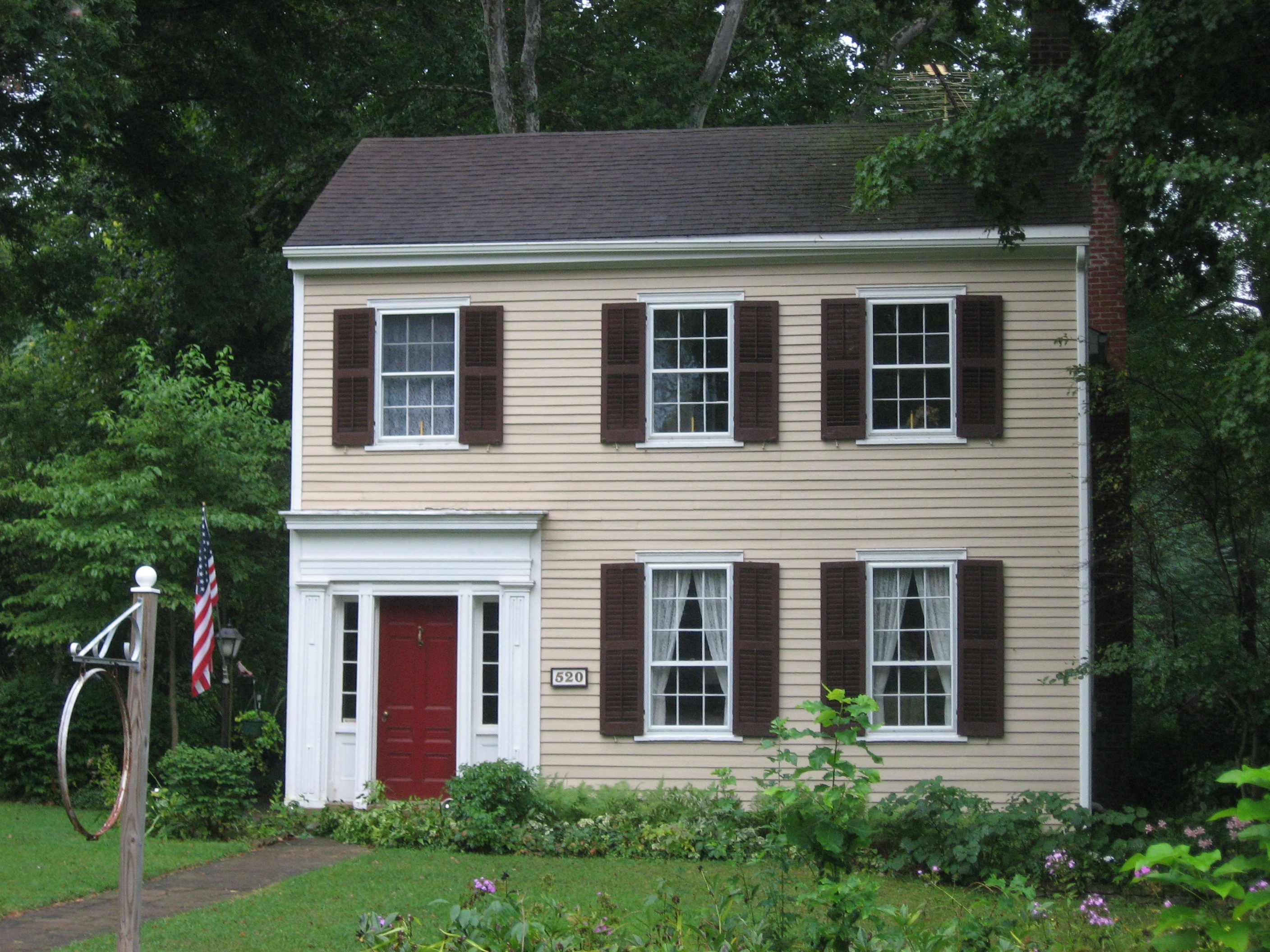
La Lackey-Overbeck House.